# Alysha Corrigan
Alysha Corrigan (25 de janeiro de 1997) é uma jogadora de rugby sevens canadense.

## Carreira
Corrigan só começou a praticar o esporte na 11ª série, tendo sido apresentada ao esporte por sua irmã mais velha Sidney. Corrigan foi nomeada para a equipe canadense dos Jogos Pan-Americanos de 2023 em outubro. Nos jogos, Corrigan ganharia a medalha de prata com a equipe.
Em julho de 2024, Corrigan foi nomeado para a equipe olímpica do Canadá de 2024 no sevens. A equipe ganhou uma medalha de prata, vindo de 0-12 atrás para derrotar a Austrália por 21-12 nas semifinais, antes de perder a final para a Nova Zelândia.